# 圣多默教堂 (布尔诺)

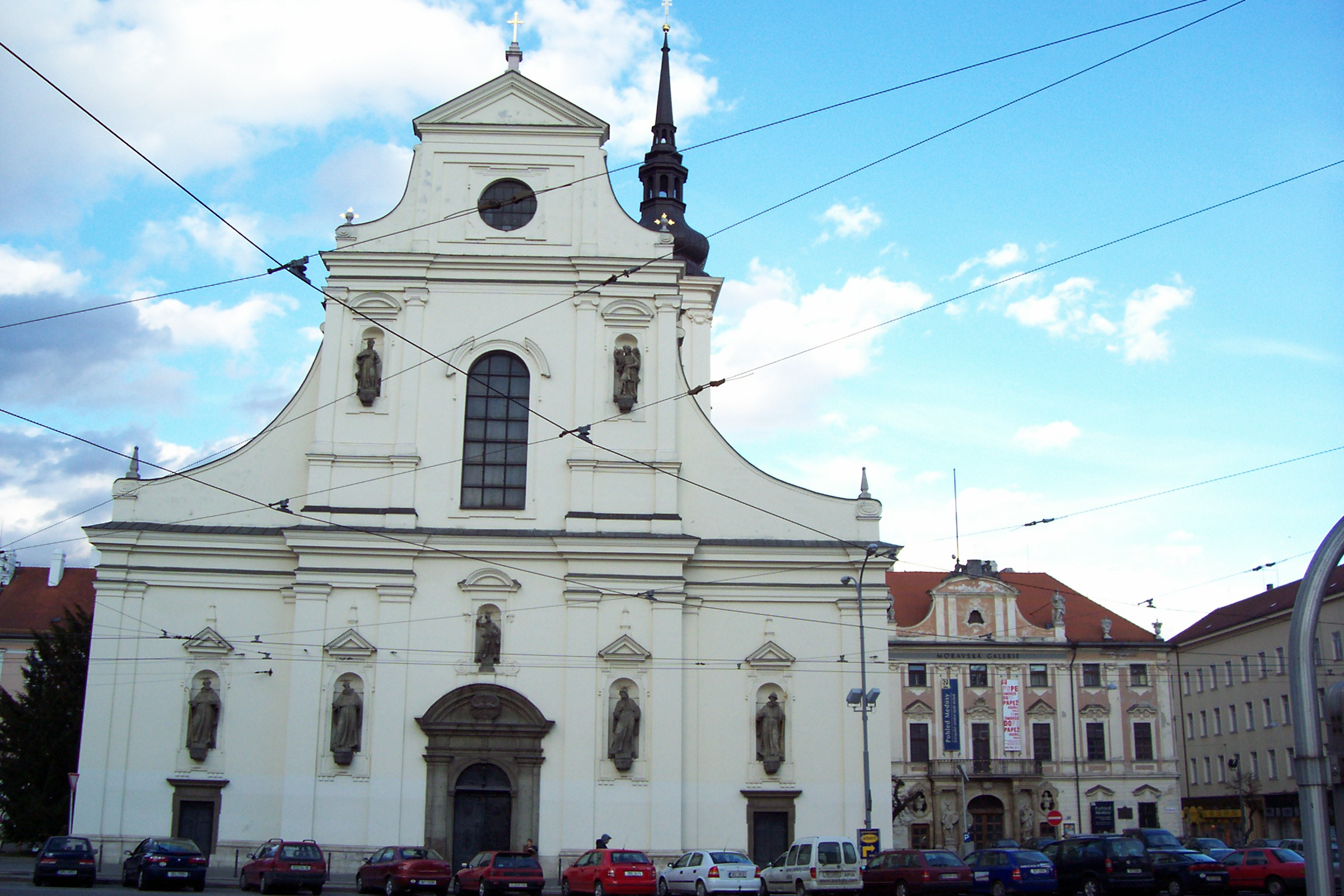
圣母领报和圣多默宗徒教堂

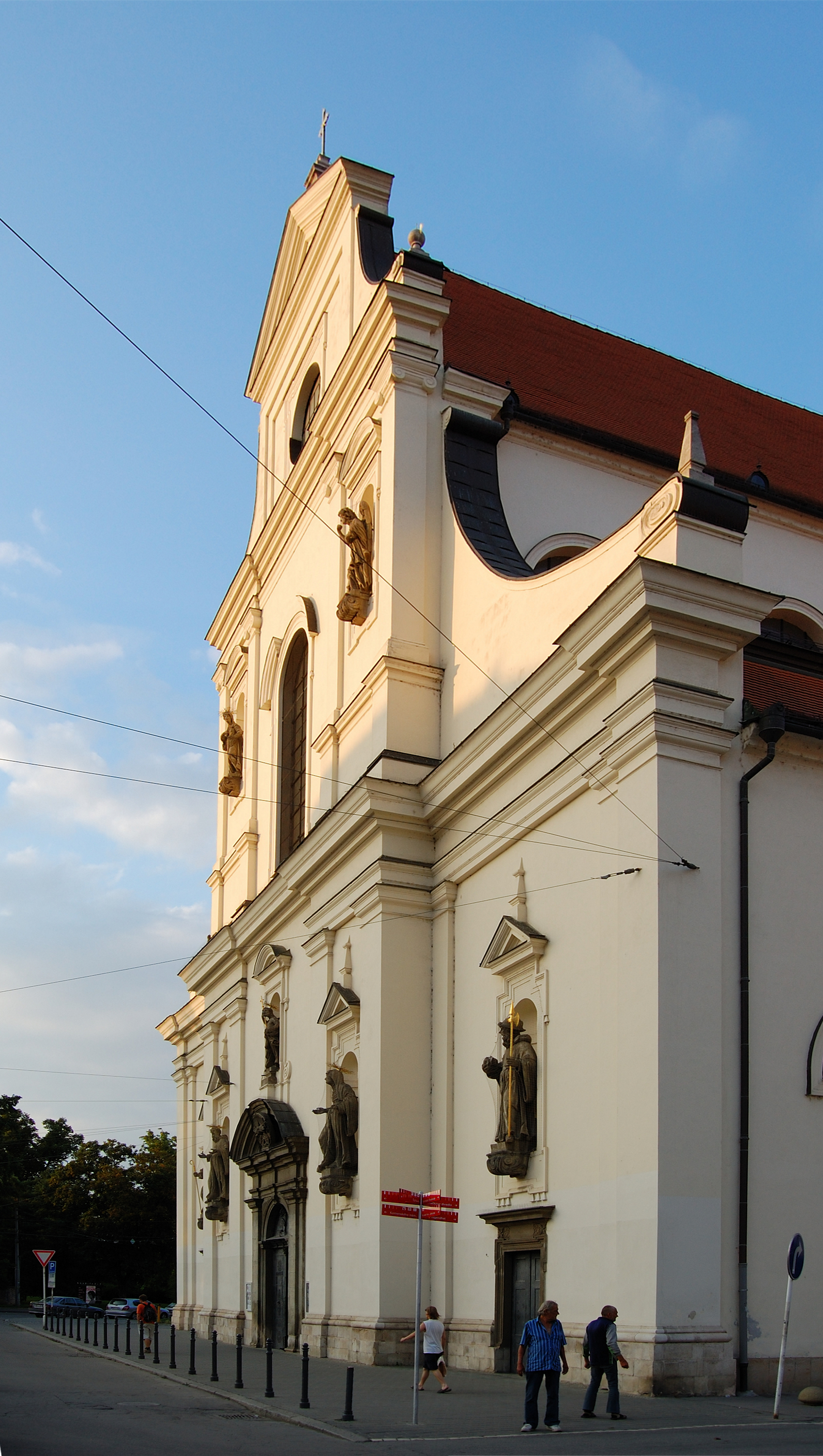
侧视

圣母领报和圣多默宗徒教堂（kostel Zvěstování Panny Marie a svatého Tomáše apoštola），简称为圣多默教堂（kostel svatého Tomáše），是 捷克布尔诺的一座罗马天主教教堂，位于老城的摩拉维亚广场（Moravské náměstí）。它的起源可以追溯到14世纪，由约翰·亨利创建，最初是作为一奥斯定会修道院。几个世纪以来该教堂已重建多次，目前的巴洛克版本为17世纪建筑。
大约在1350年，卢森堡的约翰·亨利在布尔诺的郊区创建教堂和奥斯定会修道院，1645年在瑞典围攻布尔诺期间受到严重破坏。自1662年，埃尔纳将其改建为巴洛克式教堂。
正祭台供奉基督像，在奥地利画家弗朗茨·安东·毛尔贝奇设计，雕刻于1762年-1764年。
侧面的小堂供奉七苦圣母，其作者是石匠海因里希·帕勒。